# Bibliothèque de l'Arsenal

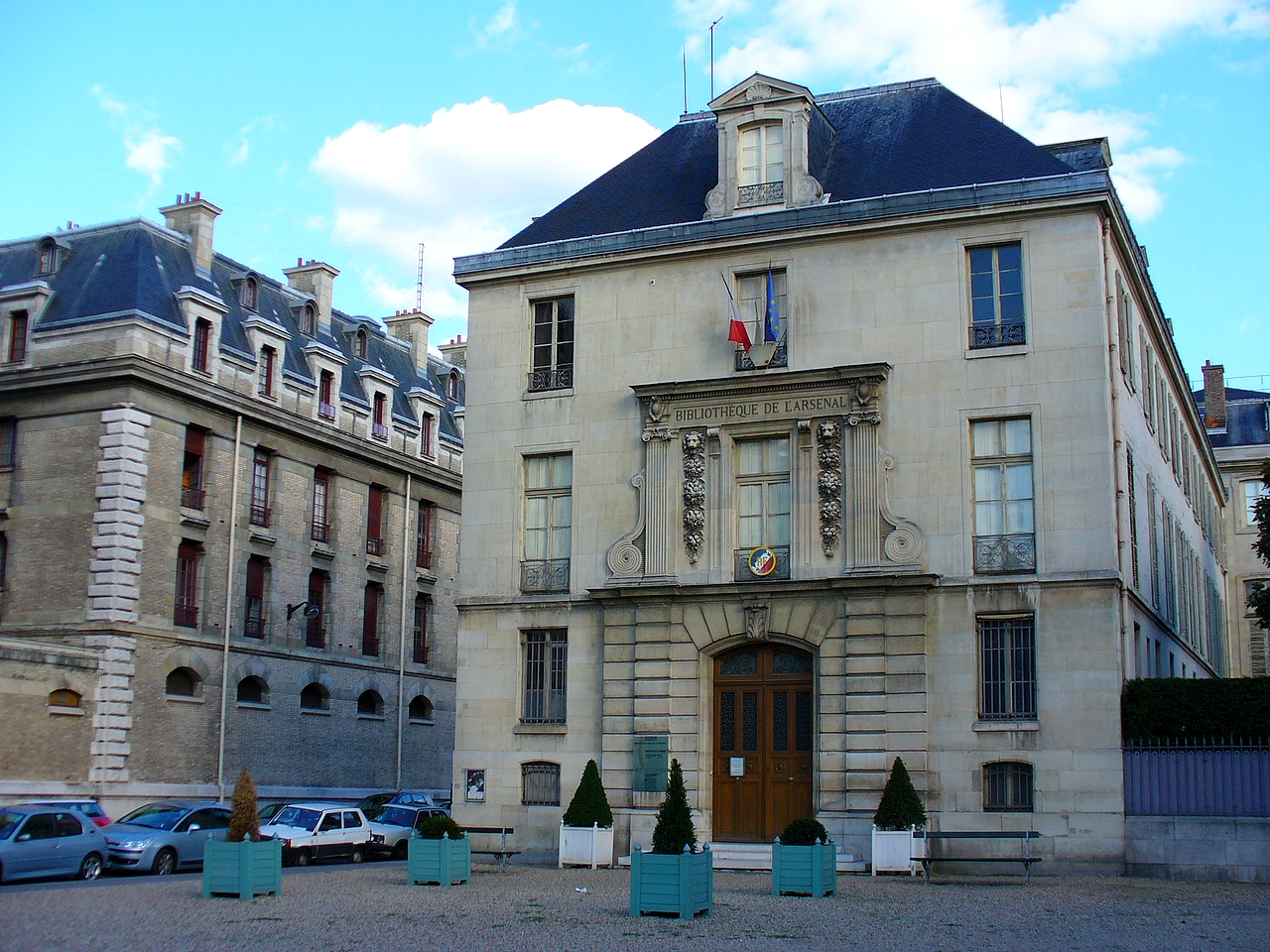
Bibliothèque de l'Arsenal op de place du Père-Teilhard-de-Chardin

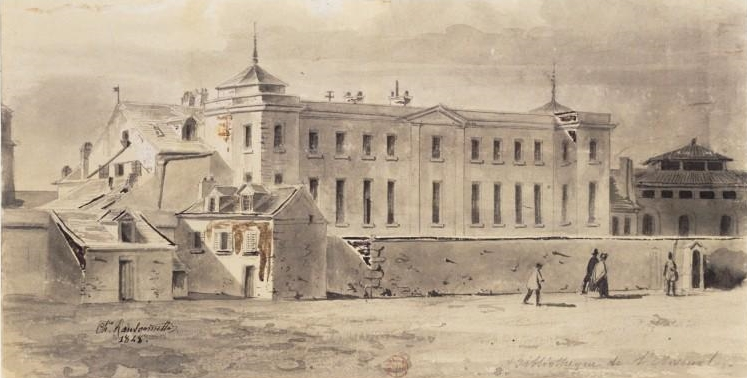
La bibliothèque de l'Arsenal gezien van de boulevard Morland. Tekening van Charles Ransonnette (1848)

De Bibliothèque de l’Arsenal is een onderdeel van de Bibliothèque nationale de France. Ze is gevestigd in de rue de Sully in het oude 'arsenaal' van Parijs een magazijn van munitie en wapens, dat werd opgericht in de 16e eeuw door Frans I, herbouwd door Maximilien de Béthune, hertog van Sully tijdens het bewind van Hendrik IV en uitgebreid door de architect Germain Boffrand in de 18e eeuw. Ze is gelegen in het 4e arrondissement in Parijs, in het hart van het quartier de l’Arsenal.

## Geschiedenis
De bibliotheek is voortgekomen uit de bibliotheek van Antoine-René de Voyer de Paulmy d'Argenson, markies van Paulmy, later van Argenson die in 1757 de residentie van de grootmeester van de artillerie betrok, en er zijn rijke collectie van middeleeuwse handschriften en prenten. In 1786 breidde hij zijn verzameling uit met de belangrijke collectie van Louis César de La Baume Le Blanc. Antoine-René de Voyer wou zijn bibliotheek openstellen voor de wetenschappers die er belangstelling voor hadden. Hij verkocht zijn collectie aan de graaf van Artois (de toekomstige Karel X) om op die manier van zijn bibliotheek een soort tweede koninklijke bibliotheek te maken. Tijdens de revolutie kon met een list de vernietiging van de collectie voorkomen worden, en de bibliotheek werd daarna in beslag genomen als 'nationaal bezit' dat het achtste 'dépôt national littéraire' (nationaal literatuur depot) vormde. De bibliotheek werd aangevuld met de archieven van de Bastille Saint-AntoineBastille en een groot aantal werken uit de abdijen in en om Parijs. Op 28 april 1797 werd de bibliotheek geopend voor het publiek.
Onder de directie van Charles Nodier in de 19e eeuw groeide de belangstelling voor de bibliotheek en dankzij de invoering van de depotplicht vanaf 1837 groeide het fonds sterk aan. Vanaf de 19e eeuw ging de aandacht voor uitbreiding van de collecties voornamelijk naar literatuur en theater in het bijzonder. Sedert 1934 werd de bibliothèque de l’Arsenal als departement toegevoegd aan de BnF.

## Het Arsenaal vandaag

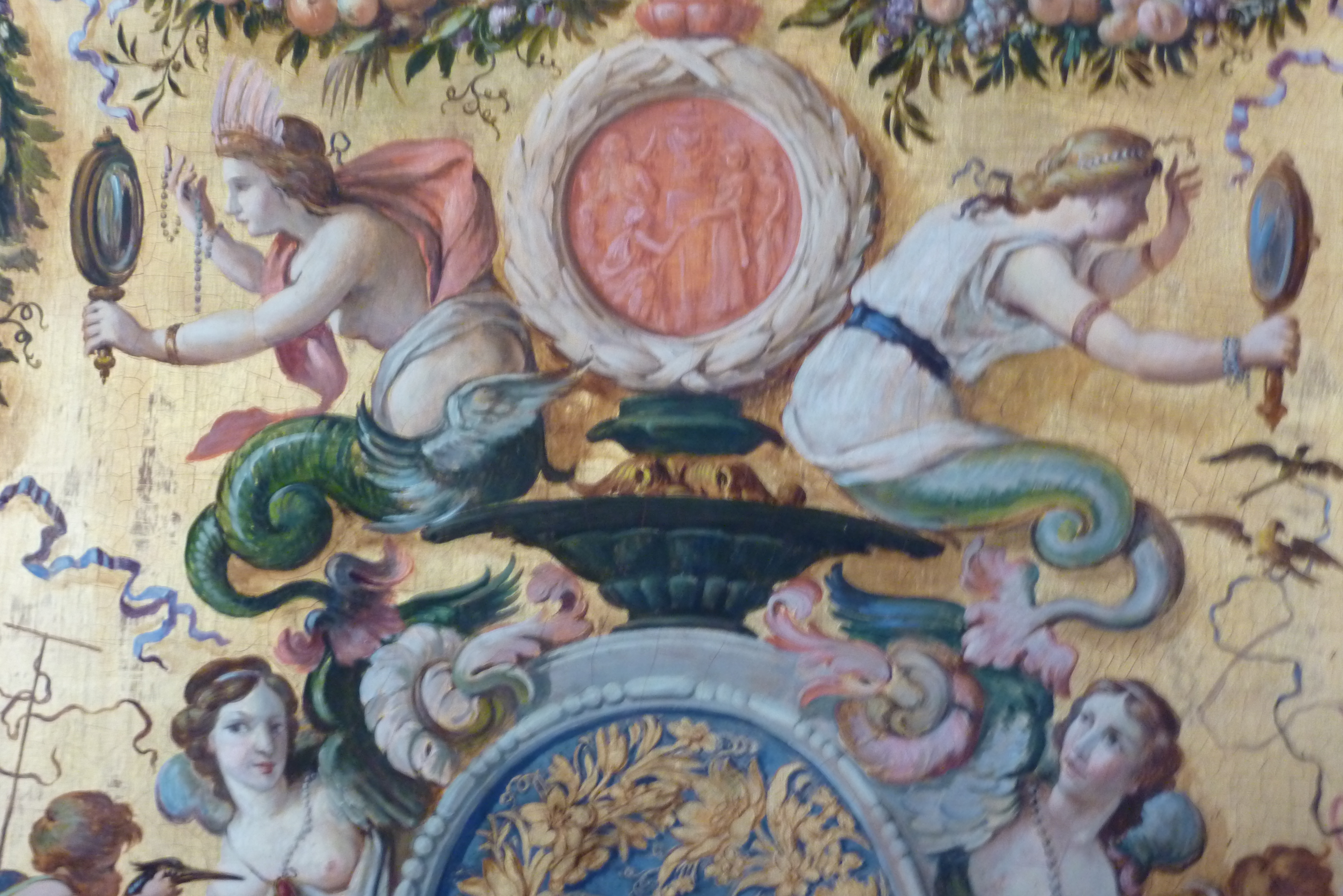
Interieur van de bibliothèque de l'Arsenal

De bibliotheek beschikt vandaag over ongeveer een miljoen volumes waarvan 150.000 van voor 1880. Ze herbergt 12.000 manuscripten, 100.000 prenten en 3.000 kaarten en plannen. Voor wat de uitbreiding van het fonds betreft, concentreert men zich vandaag op de Franse literatuur van de 16e tot de 19e eeuw, publicaties over werken en archieven in depot bij de bibliotheek en de geschiedenis van het boek en het boekbinden. Ook de geschiedenis van het Arsenaal zelf en zijn vroegere bewoners is een aandachtspunt.

## De belangrijkste fondsen
- Archieven van de Bastille. Deze archieven werden bijgehouden vanaf 1660 en bevatten de registers van de gevangengezette personen waaronder beroemdheden zoals de markies de Sade, de archieven van de Parijse politie, van de Chambre de l’Arsenal (koninklijke commissie zetelend in het Arsenaal) en de Chambre du Châtelet (kamer der notarissen van Parijs). Daarnaast bevatten de archieven de privé documenten van de personen die de leiding hadden van de Bastille en een aantal documenten van de koninklijke familie.
- Fonds Prosper Enfantin. Paul-Mathieu Laurent ook Laurent de l’Ardèche genoemd, die van 1853 tot 1871 administrateur van de bibliotheek was, kocht in 1865 een aantal documenten van de hand van zijn leermeester Claude Henri de Saint-Simon de grondlegger van het Saint-simonisme, nu een van de bronnen voor de studie van deze versie van het 'utopisch socialisme'.
- Fonds Lambert. Pierre Lambert een bibliothecaris liet zijn verzameling van objecten gerelateerd aan Joris-Karl Huysmans in 1969 na aan de bibliotheek. De verzameling bevat manuscripten, brieven, werken uit de bibliotheek van Huysmans en eerste drukken van zijn werken.
- Fonds Louis-Sébastien Mercier : in 1967 verwierf de bibliotheek het archief van Louis-Sébastien Mercier. Mercier was bekend voor zijn beschrijvingen van Parijs en voor zijn invloed op de ontwikkeling van het theater. De verzameling bevat biografische documenten en de correspondentie van Mercier. Daarnaast zijn er ook artikels, nota's en manuscripten onder meer van zijn Nouveau Paris, zijn theaterstukken en politieke en filosofische geschriften.
- Fonds Lacroix. Dit fonds bevat de persoonlijke papieren van de bibliofiel en uitgever Paul Lacroix, beter bekend als de 'Bibliophile Jacob', die een aantal jaren voor de bibliotheek werkte. Die kocht zijn verzameling aan in 1884 na zijn overlijden. Dit fonds bevat onder meer een collectie van autografen van de schrijvers, musici en filosofen waarmee Lacroix correspondeerde, maar ook van de periode daarvoor.
- Fonds Péladan. In 1936 kocht de bibliotheek alle papieren uit de nalatenschap van Joséphin Péladan, een schrijver gefascineerd door de occulte wetenschappen, die zijn eigen kerk stichtte in 1891. Het fonds bevat naast diverse occulte documenten, nota's en briefwisseling een aantal originele manuscripten waaronder Le livre d'Abramelin le Mage en de Livre de Pénitence d'Adam.

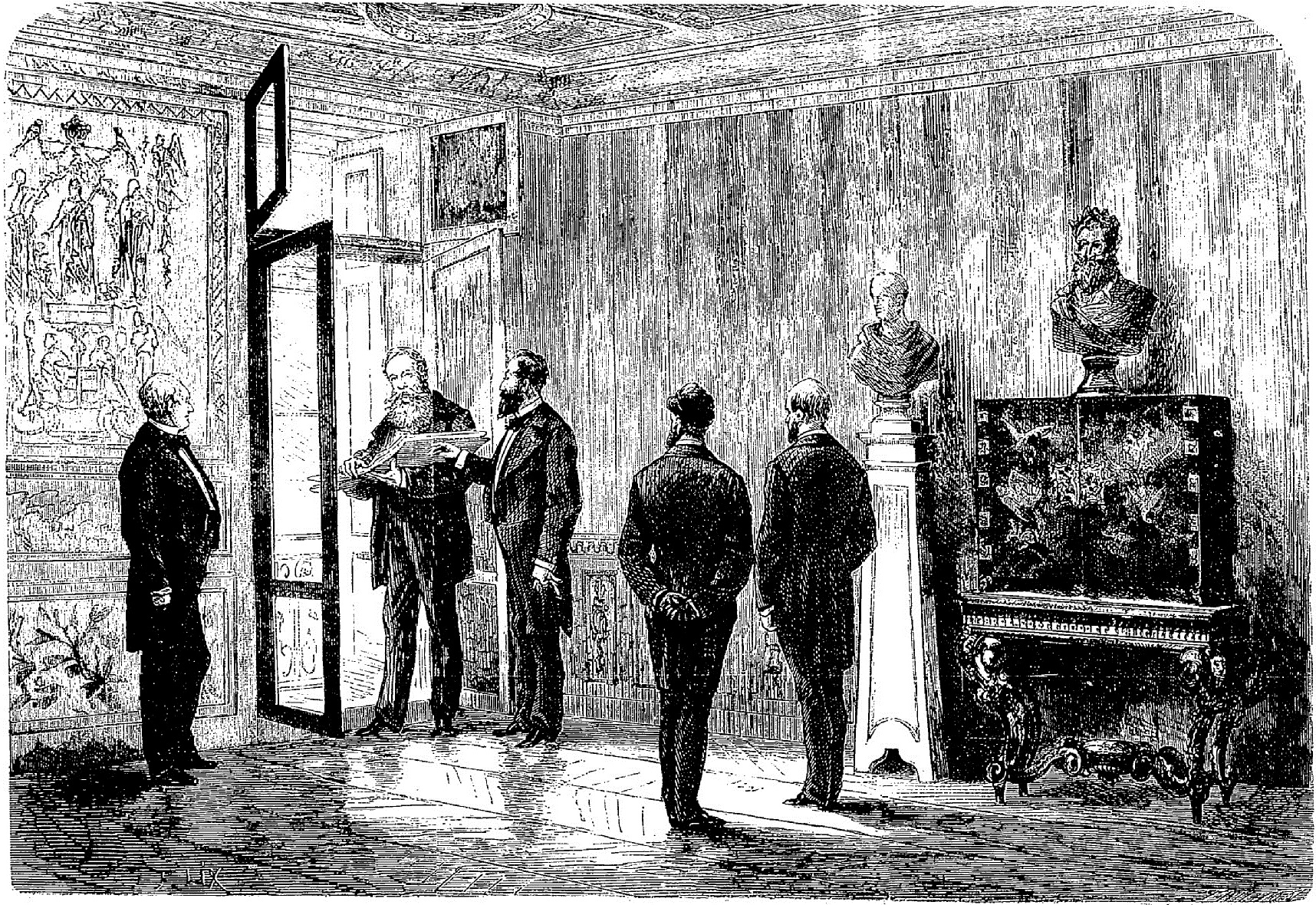
Peter II van Brazilië, De keizer van Brazilië bij zijn bezoek aan de Bibliothèque de l'Arsenal (L'Univers illustré, Levy (Paris), nº 879, 27/01/1872.).

- Fonds José-Maria de Heredia. De dochters van de dichter José-María de Heredia, die bibliothecaris was van het Arsenaal van 1901 tot 1905, schonken aan de bibliotheek een verzameling documenten met foto's, briefwisseling en manuscripten. Zijn dochter Maria, echtgenote van Pierre Louÿs schonk eveneens haar bibliotheek en archief met documenten betreffende haar echtgenoot.
- Fonds Georges Douay. Georges Douay, theaterliefhebber, componist van chansons en operettes en man van de wereld, schonk zijn verzameling met werken over het theater in Frankrijk van de 16e tot de 20e eeuw (voornamelijk gedrukte werken) aan de Bibliothèque de l'Arsenal in 1919.
- Parlementaire archieven: de gedrukte officiële documenten van de Assemblée nationale vanaf 1789.
- Affiches. De verzameling van gravures bevat portretten en karikaturen van tijdens de revolutie en de restauratie. Daarnaast zijn er een aantal stadsplannen en gravures met stadszichten en grote series met prenten van de Italiaanse, Duitse en Engelse scholen, verzameld door de markies van Paulmy tijdens zijn reizen door Europa.
- Kaarten en plannen. De markies van Paulmy had ook een aantal militaire plannen en kaarten verworven via zijn oom de graaf van Argenson, die minister van oorlog was geweest.
- Muziek. Ook de collectie van partituren en muziek, voornamelijk uit de 18e eeuw is afkomstig uit de verzameling van Paulmy. Naast de 18e-eeuwse stukken bevat ze ook enkele middeleeuwse handschriften.

- Biblioteca Nacional de España: XX98897
- Bibliothèque nationale de France: cb11873586s (data)
- Gemeinsame Normdatei: 1056486-X
- International Standard Name Identifier: 0000 0001 2369 5317
- Library of Congress Control Number: n79084603
- Nationale Bibliotheek van Tsjechië: kn20070221008
- Nationale bibliotheek van Australië: 35408872
- Nationale Bibliotheek van Israël: 987009046252405171
- Système universitaire de documentation: 02649891X
- Union List of Artist Names: 500309979
- Virtual International Authority File: 148491896